# Viktoria Komova
Viktoria Komova (în rusă Виктория Комова; n. 30 ianuarie 1995, Voronej, Regiunea Voronej, Rusia) este o gimnastă artistică rusă, medaliată olimpică. A participat la o ediție a Jocurilor Olimpice (2012) în care a câștigat două medalii de argint.

## Participări
Lista de mai jos prezintă principalele competiții la care a participat Viktoria Komova de-a lungul carierei.
- gymnastics at the 2012 Summer Olympics – women's artistic individual all-around[*]